# NGC 6390
NGC 6390 é uma galáxia espiral (Sbc) localizada na direcção da constelação de Draco. Possui uma declinação de +60° 05' 40" e uma ascensão recta de 17 horas, 28 minutos e 28,1 segundos.
A galáxia NGC 6390 foi descoberta em 7 de Julho de 1885 por Lewis A. Swift.